# Humberto Donoso
Humberto Donoso (Arica, 9 ottobre 1938 – 4 maggio 2000) è stato un calciatore cileno, di ruolo difensore.

## Carriera
Con la Nazionale cilena ha preso parte ai Mondiali 1966.